# Движение 26 июля
«Движе́ние 26 ию́ля» (исп. Movimiento 26 de Julio; M-26-7) — левая революционная организация, созданная (и возглавленная) Фиделем Кастро, которая к январю 1959 года свергла правительство Ф. Батисты на Кубе. «Движение 26 июля» боролось с режимом Батисты как в сельских районах страны, так и в городах.
После победы революции революционеров также стали называть «барбудос» (от исп. barbudos «бородачи»).

## Происхождение названия
Организация возникла на рубеже 1952−53 года, её ядро составляли студенты Гаванского университета. Первоначально она имела название «Движение молодёжи столетия» (поскольку в 1953 году отмечался 100-летний юбилей со дня рождения Хосе Марти).
Название «Движение 26 июля» происходит от неудавшейся атаки на казармы Монкада, армейские казармы в городе Сантьяго-де-Куба, 26 июля 1953 года. Движение было реорганизовано в Мексике в 1955 году группой из 82 революционеров-изгнанников, включая Фиделя, его брата Рауля, Камило Сьенфуэгоса, и аргентинского революционера Че Гевары. Их задачей было сформировать организованные партизанские силы для свержения режима Батисты.

## Роль в Кубинской революции
2 декабря 1956 года 82 человека высадились на Кубу, прибыв туда на яхте «Гранма» из Туспана. С самого начала высадка обернулась неудачей: когда яхта вошла в территориальные воды Кубы в районе Орьенты, люди, плывущие на ней еще не знали, что восстание, поднятое их соратниками на острове, уже подавлено правительственными войсками Батисты и на берегу их уже ждали солдаты Батисты. Эта встреча вынудила революционеров в спешном порядке провести высадку в незапланированном и неизвестном повстанцам районе около устья реки Белик.
Перед высадкой исполнили национальный гимн, Фидель Кастро произнёс краткую речь. Затем, разделившись на небольшие группы, стали прыгать в воду. Впереди было большое, протяжённостью около 2 км, болото с мангровыми зарослями. В некоторых местах люди утопали по грудь в грязной жиже. В довершение всего над зоной высадки появились самолёты ВВС Кубы. Но болото сослужило добрую службу: лётчики так и не заметили отряд. «Заплетающейся походкой, — вспоминал Эрнесто Че Гевара, — мы ступили на твёрдую землю, являя собой армию теней, армию призраков, которая шла, подчиняясь импульсу какого-то скрытого психического механизма».
До убежища — гор Сьерра-Маэстра — оставалось более 40 км, более тысячи солдат бросил Батиста на уничтожение повстанцев. Были перекрыты все дороги; все окрестности интенсивно обстреливались летавшими на бреющем полёте самолётами.
Участники высадки разбились на группы по 2−3 человека и голодные, в полуобморочном состоянии, как писал потом Эрнесто Че Гевара, с боями продвигались по направлению к горам. 21 человек погиб, многие были взяты в плен и преданы суду.
В конце декабря до условленного места — заброшенной в горах усадьбы Кресенсио Переса, одного из организаторов «Движения 26 июля» в этом районе, — добрались всего 22 революционера, имевших лишь два автомата. Среди них были: Фидель Кастро, Рауль Кастро, Эрнесто Че Гевара, Камило Сьенфуэгос, Рамиро Вальдес, Хуан Альмейда Боске — те, кто впоследствии возглавит на Кубе революционные преобразования.
Борьба повстанцев постепенно превратилась в борьбу всего народа против военно-полицейского режима. «Движение 26 июля» стало общенациональной патриотической организацией. 62 группы этого движения действовали за границей, главным образом в США, странах Центральной Америки и Карибского бассейна. Они собирали средства, приобретали оружие и разъясняли людям цели и задачи революции.
Борьба закончилась в январе 1959 года, после того, как 1 января года повстанческие войска вошли в Сантьяго, одновременно на западе повстанцы во главе с Че Геварой овладели городом Санта-Клара. В ночь на 1 января Батиста бежал в Доминиканскую республику. 2 января отряды повстанцев вступили в Гавану, 6 января в столицу торжественно прибыл Фидель Кастро.

## После 1959 года

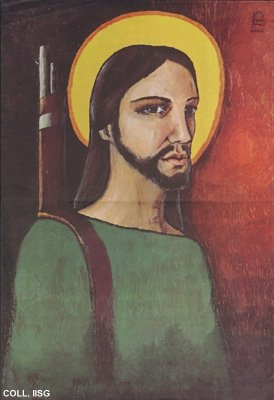
Кубинский плакат: «Барбудос Хесус»

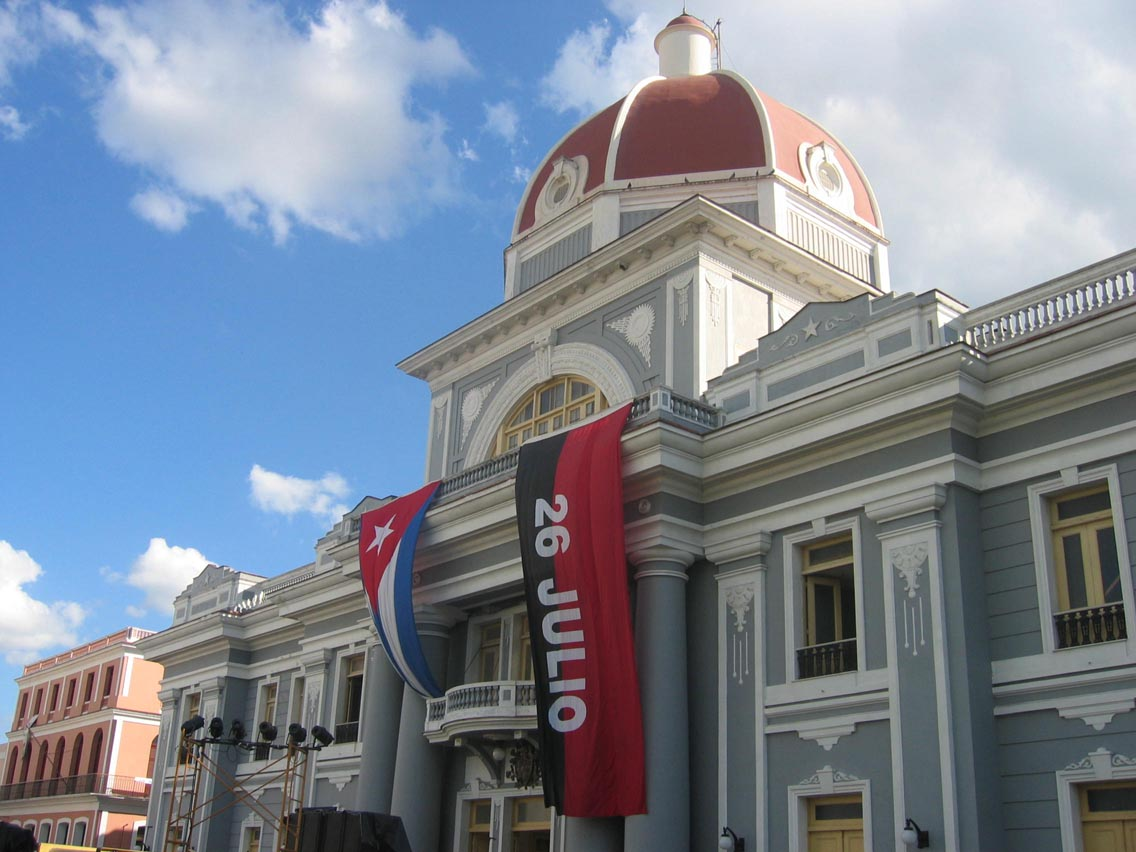
Исторический Музей в Сьенфуэгосе

После того, как власть на Кубе перешла к Фиделю Кастро, «Движение 26 июля» воссоединилось с Народно-социалистической партией Кубы (НСПК) и «Революционным директоратом 13 марта». Так была сформирована Объединенная Партия Социалистической Революции Кубы (ОПСРК), которая в 1962−63 годах была преобразована в Единую партию социалистической революции Кубы. В октябре 1965 года последняя переименована в Коммунистическую партию Кубы (исп. Partido Comunista de Cuba).
Флаг «Движения 26 июля» до сих пор является символом Кубинской революции. Нашивки с этим флагом носятся на плече кубинской армейской униформы.